# Melissa Rauch
Melissa Rauch (ur. 23 czerwca 1980 w Marlboro, New Jersey) – amerykańska aktorka. Występowała w sitcomie stacji CBS Teoria wielkiego podrywu jako Bernadette Rostenkowski.
W 2012 roku została nominowana do Nagrody Gildii Aktorów Ekranowych w kategorii najlepszy zespół aktorski w serialu komediowym (wraz z: Mayim Bialik, Jim Parsons, Kaley Cuoco, Simon Helberg, Kunal Nayyar, Johnny Galecki) za serial Teoria wielkiego podrywu.

## Życiorys
Rauch urodziła się w Marlboro, New Jersey, jako córka Susan i Davida Rauch. Ma licencjat Sztuk Pięknych uzyskany w Marymount Manhattan College.

## Filmografia

### Filmy
- 2006: W pogoni za sławą (Delirious) jako Megan
- 2008: Thunder Geniuses jako Jessica
- 2009: Stary, kocham cię (I Love You, Man) jako krzycząca kobieta
- 2010: Wright vs. Wrong jako Daisy Cake
- 2019: Pralnia jako Melanie

### Seriale telewizyjne
- 2007: Seks, kasa i kłopoty (Dirty Sexy Money) jako Emma
- 2007: 12 Miles of Bad Road jako Bethany
- 2008–2009: Kath & Kim jako Tina
- 2009-2019: Teoria wielkiego podrywu (The Big Bang Theory) jako Bernadette Rostenkowski
- 2010: Czysta krew (True Blood) jako Summer
- 2010: Biuro (The Office) jako Cathy[3]